# ريك ارين
ريك ارين (بالإنجليزية: Rick Warren)‏ هو عالم عقيدة وكاتب أمريكي، ولد في 28 يناير 1954 في سان خوسيه في الولايات المتحدة.

## وصلات خارجية
- الموقع الرسمي
- ريك ارين على موقع IMDb (الإنجليزية)
- ريك ارين على موقع الموسوعة البريطانية (الإنجليزية)
- ريك ارين على موقع إن إن دي بي (الإنجليزية)
- ريك ارين على موقع ديسكوغز (الإنجليزية)
- ريك ارين على موقع قاعدة بيانات الفيلم (الإنجليزية)